# هورابریج
هورابریج (به انگلیسی: Horrabridge) یک روستا و محله مدنی در بریتانیا است که در West Devon واقع شده‌است.